# Euterpe (Musikzeitschrift)
Euterpe war eine deutsche Musikzeitschrift des 19. Jahrhunderts, benannt nach der Muse der Tonkunst Euterpe. Ihr voller Titel lautete: Euterpe / eine Musik-Zeitschrift für Deutschlands Volksschullehrer / sowie für Cantoren, Organisten, Musiklehrer u. Freunde d. Tonkunst überhaupt.
Euterpe erschien im Merseburger Verlag in Leipzig von 1841 bis 1855 sowie von 1857 bis 1884. Bis zum Jahr 1870 wurde sie von Ernst Julius Hentschel herausgegeben. Um 1850 geschah dies in Zusammenarbeit mit dem Musiklehrer und Komponisten Ludwig Erk und dem Kantor Friedrich August Leberecht Jakob.
Gastbeiträge wurden beispielsweise von Johannes Christoph Andreas Zahn verfasst.